# Scrappy Doo
Scrappy Doo je lik iz Scooby Dooa. Osobno se prvo pojavljuje u svom crtanom filmu: Scooby Doou i Scrappy Doou. Vrlo je hrabar: Kada Scoobyja i Shaggyja napadne čudovište on hrabro kaže: Taradaratara!: Puppy power!

## Obitelj
- Scooby Doo: ujak
- Ruby Doo: majka
- Yabba Doo: ujak
- Skippy Doo: ujak
- Howdy Doo: ujak